# Ардентаун (Делавер)
Ардентаун (англ. Ardentown) — селище (англ. village) в окрузі Нью-Касл штату Делавер США. Населення — 264 особи (2010).

## Географія
Ардентаун розташований за координатами 39°48′33″ пн. ш. 75°28′56″ зх. д. / 39.80917° пн. ш. 75.48222° зх. д. (39.809033, -75.482294).  За даними Бюро перепису населення США в 2010 році селище мало площу 0,42 км², уся площа — суходіл. В 2017 році площа становила 0,61 км², уся площа — суходіл.

## Демографія
Згідно з переписом 2010 року, у селищі мешкали 264 особи в 142 домогосподарствах у складі 64 родин. Густота населення становила 629 осіб/км².  Було 166 помешкань (396/км²).
Расовий склад населення:
| - 93,9 % — білих - 2,3 % — азіатів - 0,8 % — чорних або афроамериканців - 0,0 % — осіб інших рас |

До двох чи більше рас належало 3,0 %. Частка іспаномовних становила 1,5 % від усіх жителів.
За віковим діапазоном населення розподілялося таким чином: 9,5 % — особи молодші 18 років, 64,4 % — особи у віці 18—64 років, 26,1 % — особи у віці 65 років та старші. Медіана віку мешканця становила 54,4 року. На 100 осіб жіночої статі у селищі припадало 78,4 чоловіків;  на 100 жінок у віці від 18 років та старших — 78,4 чоловіків також старших 18 років.
Середній дохід на одне домашнє господарство  становив 88 892 долари США (медіана — 61 071), а середній дохід на одну сім'ю — 98 622 долари (медіана — 73 750). Медіана доходів становила 94 583 долари для чоловіків та 61 875 доларів для жінок. За межею бідності перебувало 7,4 % осіб, у тому числі 10,0 % дітей у віці до 18 років та 12,9 % осіб у віці 65 років та старших.
Цивільне працевлаштоване населення становило 158 осіб. Основні галузі зайнятості: освіта, охорона здоров'я та соціальна допомога — 24,7 %, фінанси, страхування та нерухомість — 15,8 %, будівництво — 12,0 %, науковці, спеціалісти, менеджери — 11,4 %.